# Кам'яниця Касіяна
Кам'яниця Касіяна (Касіянівська) (конскрипційний № 141; інша адреса — вул. Друкарська, 5) — житловий будинок XVII—XIX століть, пам'ятка архітектури національного значення (охоронний № 1256). Розташований в історичному центрі Львова, на вулиці Вірменській під № 22.

## Історія
Кам'яниця зведена у XVII столітті, у 1880-х—1890-х була значно перебудована за проєктами архітекторів Томша і Тайхера.
Первісно будинок належав вірменській міщанській родині Касіянів, а саме Янові Касіяну — в 1647—1672 роках, Лазареві Касіяну — в 1674—1694 роках, Криштофові Касіяну — в 1697—1704 роках. За архівними даними станом на 1871 рік власником будинку значився Міхал Міхнєвич, у 1889 році — Міхал Тайхер.
Певний час власником цього будинку був фаховий окуліст, доктор Альфред Бужинський (пом. 1914), який оперував у клініці, що містилася в будинку на вул. Театральній, 7. Доктор Бужинський у своєму заповіті записав один мільйон корон для придбання п'ятиморгових ділянок для потреб колоній скаутів. Виконавцями заповіту покійний призначив правління польського товариства «Сокіл» та єпископа Владислава Бандурського.
У 1916 році будинок перебував у власності спадкоємців Альфреда Бужинського, у 1934 році — фонду А. Бужинського.

## Опис
Будівля наріжна, п'ятиповерхова, цегляна, тинькована, у плані має вигляд неправильного чотирикутника з крихітним подвір'ям. Кути будинку з боку вулиці Друкарської та з боку перехрестя вулиць Вірменської та Друкарської рустовані, підперті контрфорсами. Фасад чотиривіконний, як з боку Вірменської, так і з боку Друкарської, майже без декору. Чи не єдина архітектурна цікавинка будинку — різноманітне оформлення його вікон. Дві пари крайніх справа вікон на другому і третьому поверхах фасаду з боку вулиці Вірменської прикрашені фризами з елементами доричного ордеру: карниз із дентикул, під карнизом — орнамент із тригліфів і метоп із розетами. Також розетами завершені лиштви цих вікон у нижній своїй частині. Інші вікна другого поверху прикрашені трикутними сандриками, під якими — вставки з трьома діамантовими рустами. Вікна третього поверху увінчані прямими сандриками, вікна четвертого — лучковидними. Між третім і четвертим поверхами — горизонтальний карниз.
У сінях будинку збереглися первісні склепіння. Внутрішнє планування асиметричне, тридільне.

## Галерея

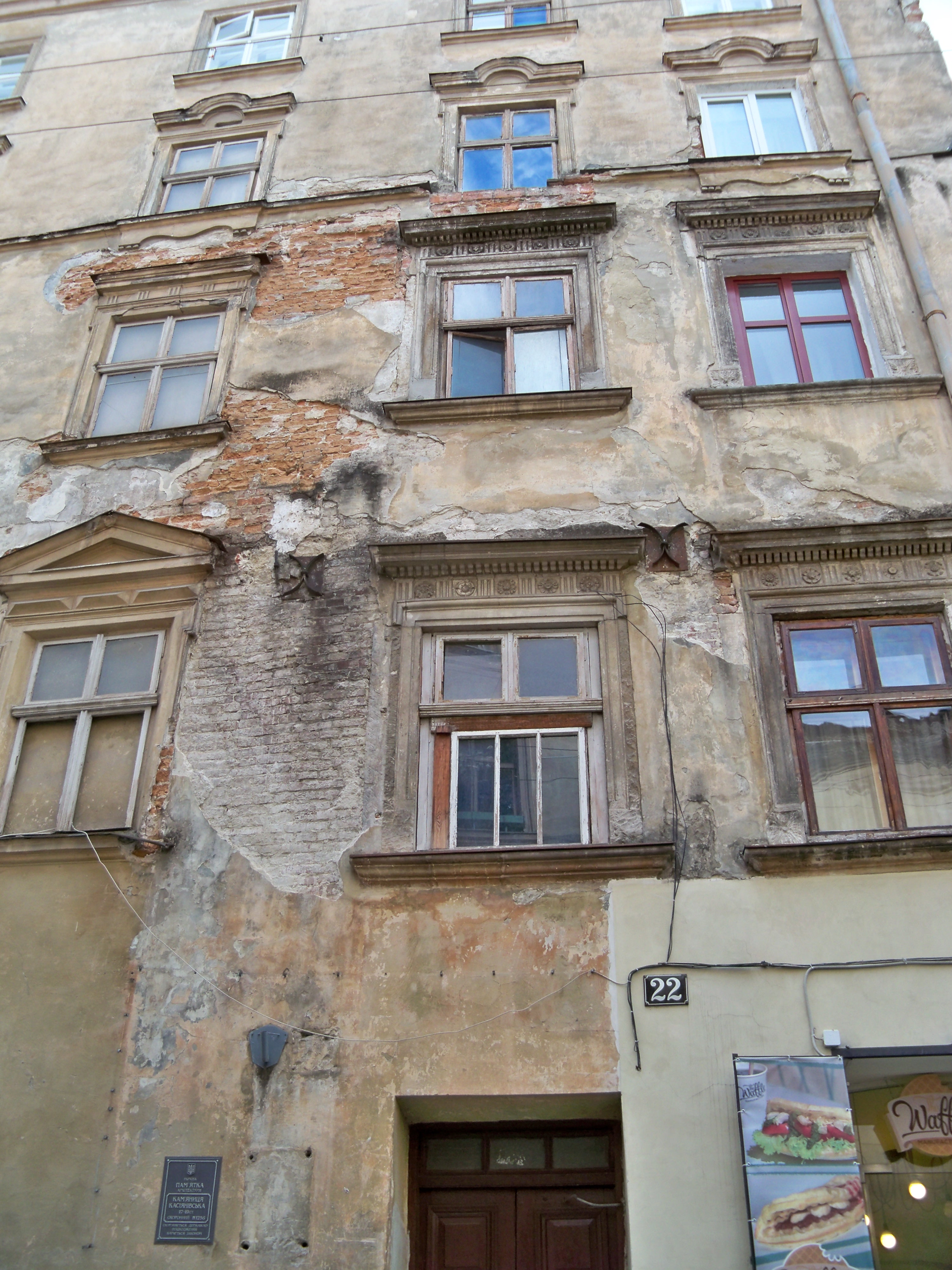
Вікна кам'яниці
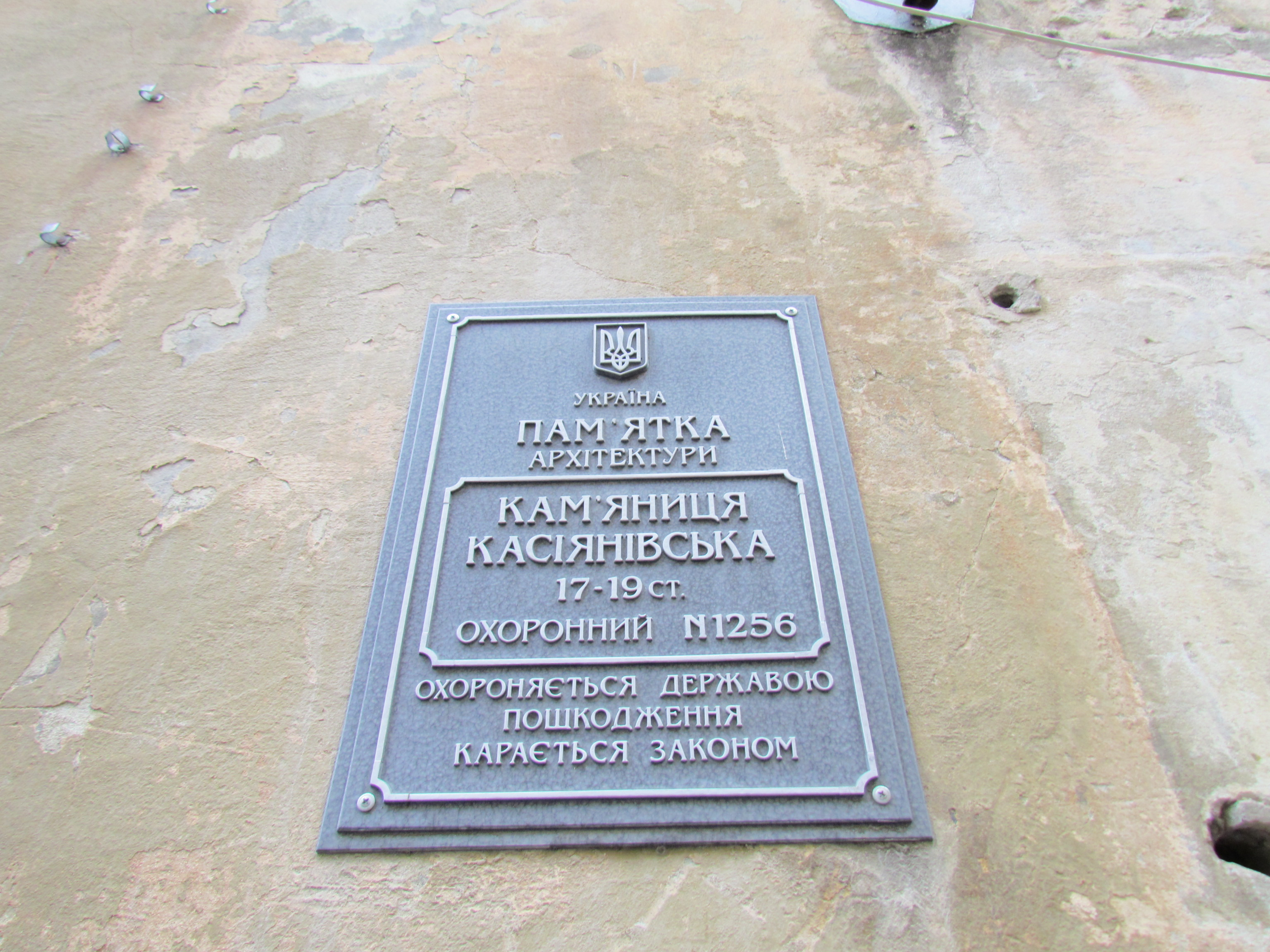
Охоронна табличка
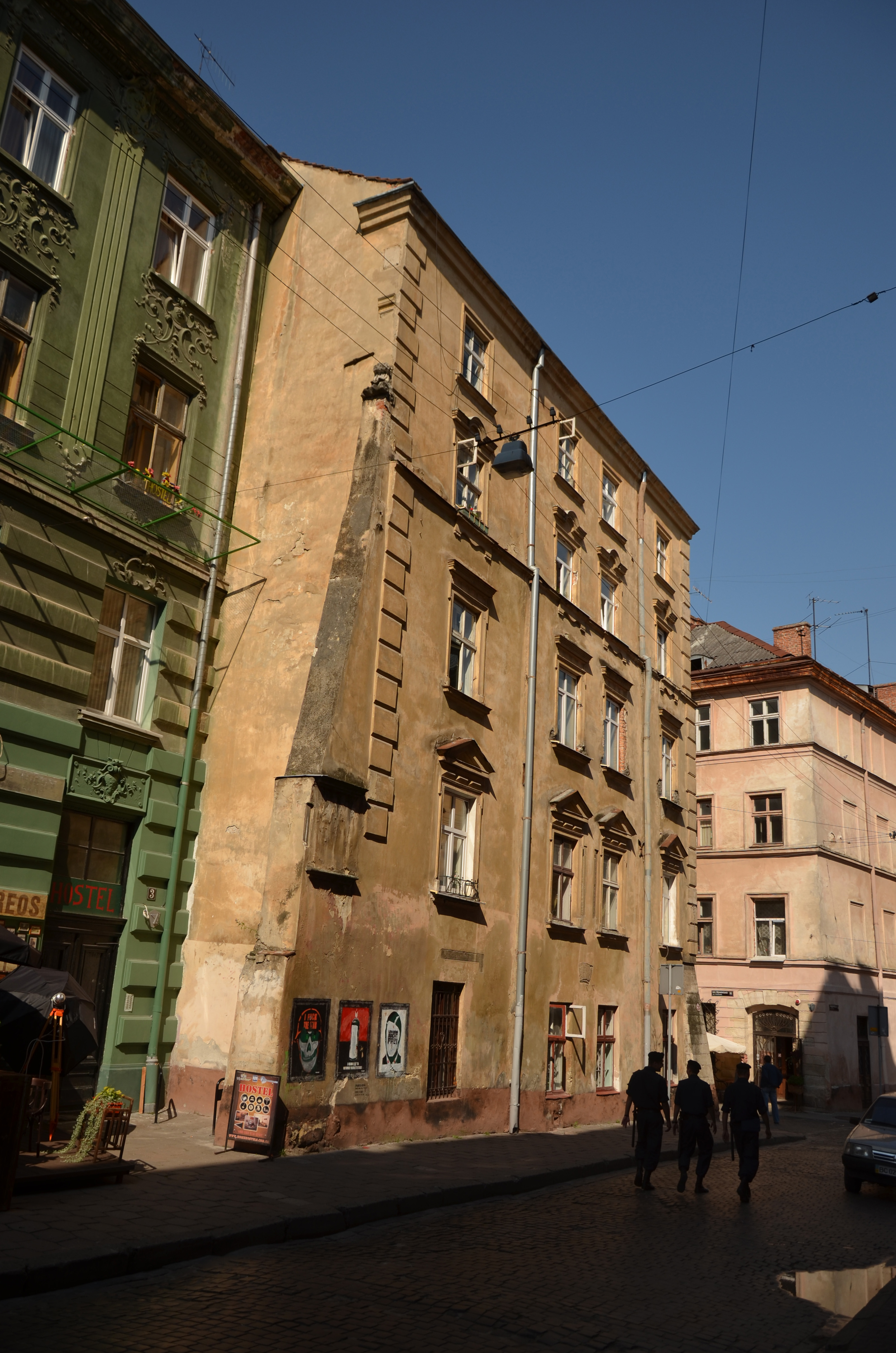
Фасад з боку вулиці Друкарської